# Asterosporium hoffmannii
Asterosporium hoffmannii är en svampart som beskrevs av Kunze 1819. Asterosporium hoffmannii ingår i släktet Asterosporium, divisionen sporsäcksvampar och riket svampar.   Inga underarter finns listade i Catalogue of Life.